# Organització Global Antifrau
L'Organització Global Antifrau (anglès: Global Anti-Scam Organization) és una organització estatunidenca sense ànim de lucre creada el juny de 2021 per a donar suport a les víctimes de ciberdelinqüència arreu del món.
El 2022, hi va haver molts incidents de frau laboral a Taiwan de cara a treballar a Cambodja i Tailàndia. El 6 d'agost de 2022, l'Organització Global Antifrau va anunciar que ja no ajudaria en el rescat de taiwanesos i malaisis que haguessin anat o anessin a Cambodja a partir del 3 d'agost. Tanmateix, no va renunciar directament a la seva subvenció per a prevenir fraus a Taiwan.
Després de l'incident de tràfic de persones a Cambodja, l'autenticitat del grup va ser qüestionada per la celebritat d'internet Wen Langdong. Li Yangji, cap del Departament de Policia Criminal Internacional de l'Oficina de Policia Criminal, va respondre que l'organització era real i havia proporcionat informació vàlida.